# John O'Sullivan (ténor)
Ne pas confondre avec le journaliste John O'Sullivan et l'ingénieur John O'Sullivan (ingénieur)
Pour les articles homonymes, voir O'Sullivan.
John O'Sullivan, né le 29 octobre 1877 à Cork et mort le 28 avril 1955 à Paris, est un ténor irlandais dont la carrière se déroule dans le monde entier au cours de la première moitié du xxe siècle. Il est aujourd'hui largement oublié. 

## Biographie
John O'Sullivan est né le 27 octobre 1877 à Cork. Son père pharmacien à Killarney meurt alors qu'il a 7 ans. Avec sa mère et sa sœur, il s'installe à Forges-les-Eaux en Normandie, puis à Rouen où il est scolarisé au Lycée Corneille et où il chante avec le chœur de la cathédrale. A 22 ans, il commence une formation musicale au Conservatoire de Paris et il fait ses débuts sur la scène du Théâtre de la République.
En 1908, il retourne en Angleterre et chante dans la compagnie privée de Charles Manners, The Moody-Manners. Louis Laurier est son nom de scène . Il débute dans Tannhäuser au Théâtre lyrique de Londres le 21 août 1908. En 1910, il chante le Duc de Mantoue dans Rigoletto au théâtre du Capitole de Toulouse et se produit sur la plupart des scènes régionales. En 1911, il chante Sigurd à Genève puis Arnold dans Guillaume Tell, rôle dans lequel il est particulièrement demandé. En 1914, il fait ses débuts à l'Opéra de Paris dans Raoul des Huguenots de Giacomo Meyerbeer.
O'Sullivan se marie avec Marguerite Dequin, une pianiste rencontrée au conservatoire. Le couple a quatre enfants.
Pendant la première guerre mondiale, il s'engage pour la Croix rouge, tout en réussissant à continuer sa carrière à l'Opéra, de 1916 à 1918. 
A l'invitation d'Italo Campanini, il débute à Chicago en novembre 1918 dans une production de Guillaume Tell spécialement montée pour lui. Il chante également Samson, Roméo, Werther, Faust, Pagliacci, à Chicago et dans plusieurs villes d'Amérique du Nord, dont New-York (dans Monna Vanna de Henry Février) et au Canada.
Au cours des années suivantes, il multiplie les aller-retour entre la France et les États-Unis. En 1922, il tourne en Italie, avec notamment des débuts au Teatro lirico de Milan puis au Teatro del Verme. En 1923, il chante au Teatro Colon de Buenos-aires et dans plusieurs villes d'Amérique du Sud. En 1924 et 1925, il se produit en Europe, en Égypte, à nouveau en Argentine avant de débuter à Barcelone et aux arènes de Vérone en 1926 dans Manrico (Il trovatore. En 1927, il débute au Royal Opera House à Londres.
En 1929, à Paris, il rencontre l'écrivain James Joyce, passionné de chant, qui soutient activement sa carrière au point d'écrire à des théâtres ou des producteurs et d'organiser une claque en sa faveur à l'Opéra de Paris. James Joyce organise en 1930 l'unique représentation de O'Sullivan à Dubin.
John O'Sullivan fait ses adieux à la scène en 1943, salle Pleyel avec Pierre Nougaro. Il meurt à Paris le 28 avril 1955 des suites d'un cancer de la prostate et il est enterré au cimetière de Saint-Ouen.

## Discographie
John O'Sullivan a enregistré de nombreux airs d'opéra en 1907 et la fin des années 1920, publiés par le label Symposium.

## Sources
- Gus Smith, Irish stars of opera, Madison Publischers, 1994.
- John Potter, Tenor, History of a voice, Yale, 2009, p. 96.
- François Nouvion, Asile héréditaire, The life and carreer of John O'Sullivan, Xlibris, 2012.